# 다카기 다이스케
다카기 다이스케(일본어: 高木 大輔, 1995년 10월 14일 ~ )는 일본의 축구 선수이다.

## 구단 경력
그는 2013년부터 J리그의 도쿄 베르디, 레노파 야마구치 FC, 감바 오사카, 레노파 야마구치 FC에서 뛰었다.

## 국가대표팀 경력
그는 2011년 FIFA U-17 월드컵에 참가할 일본 U-17 국가대표팀에 발탁되었으며, 2경기에 출전, 1득점을 넣었다.